# Röjden (sjö)
Röjden (på norska Røgden) är en sjö i Torsby kommun i Värmland och Grue kommun i Norge. Den ingår i Göta älvs huvudavrinningsområde. Sjön är 32 meter djup, har en yta på 15,7 kvadratkilometer och befinner sig 285,7 meter över havet. Sjön avvattnas av vattendraget Röjdan.

## Delavrinningsområde
Röjden ingår i det delavrinningsområde (670108-132280) som SMHI kallar för Utloppet av Röjden. Medelhöjden är 366 meter över havet och ytan är 109,64 kvadratkilometer. Räknas de 3 avrinningsområdena uppströms in blir den ackumulerade arean 276,16 kvadratkilometer. Röjdan som avvattnar avrinningsområdet har biflödesordning 3, vilket innebär att vattnet flödar genom totalt 3 vattendrag innan det når havet efter 397 kilometer. Avrinningsområdet består mestadels av skog (65 procent) och öppen mark (15 procent). Avrinningsområdet har 15,99 kvadratkilometer vattenytor vilket ger det en sjöprocent på 14,6 procent.